# Robert de Montesquiou

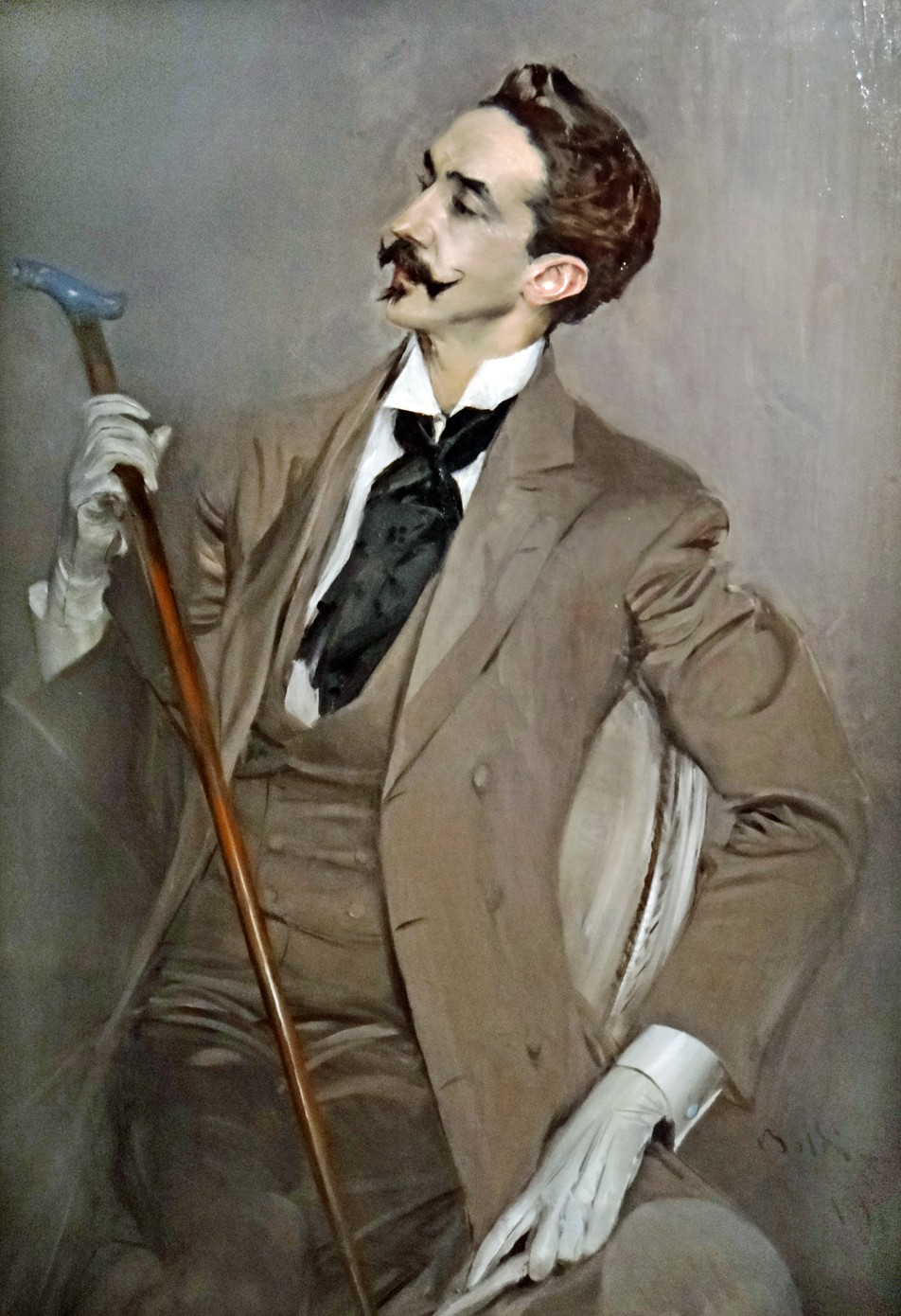
Robert de Montesquiou, door Giovanni Boldini, Musée d'Orsay, Parijs.

Marie Joseph Robert Anatole, comte de Montesquiou-Fézensac  (Parijs, 7 maart 1855 – Menton, 11 december 1921) was een Frans schrijver, dichter en essayist. Verder stond hij vooral bekend als dandy. Hij stond model voor des Esseintes in Joris-Karl Huysmans' À rebours (1884) en voor Baron de Charlus in À la recherche du temps perdu (1908-1922) van Marcel Proust.

## Leven
Montesquiou stamde uit een roemrijk geslacht, waar ook Charles de Batz-Castelmore d'Artagnan toe behoorde, die later model stond voor een van Dumas' musketiers. Zijn grootvader Anatole de Montesquiou was adjudant onder Napoleon. Zijn achternicht Comtesse Greffulhe stond model voor gravin de Guermantes in Proust’s À la recherche du temps perdu, waarin hij zelf prominent figureerde als Baron de Charlus.

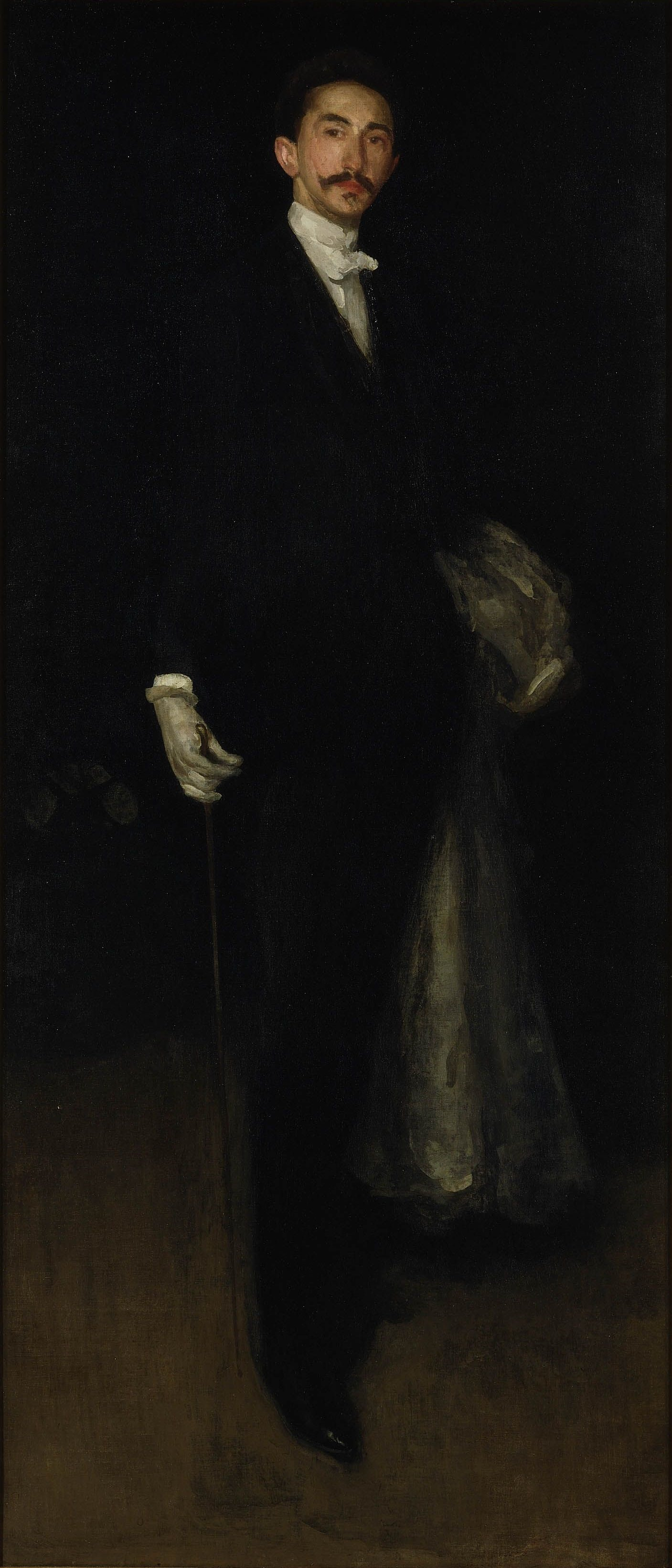
Arrangement in black and gold, portret van Montesquiou door Whistler

Montesquiou was een bekende figuur in de Parijse beau monde van het fin de siècle en stond bekend als het prototype van de dandy. Proust-kenner William Samson omschreef hem als volgt: "Lang, zwartharig, rouge op de wangen, met een keizersnor, kakelde en schreeuwde hij in onmogelijke houdingen, giechelend als een sopraan, zijn kleine zwarte tand verbergend achter zijn prachtig geschoeide hand. Er werd gezegd dat hij ooit het bed had gedeeld met Eleonora Duse en dat hij daarna een week lang had moeten overgeven".
Montesquiou had talrijke connecties met vooraanstaande personen, waaronder Alphonse Daudet, Edmond de Goncourt, Eleonora Duse, Sarah Bernhardt, Gabriele d'Annunzio, Anna de Noailles, Marthe Bibesco, Luisa Casati, Jean Cocteau en Maurice Barrès. Hij had grote invloed op de Franse glaskunstenaar Émile Gallé, van wie hij veel werk bezat (Montesquiou was een fervent kunstverzamelaar) en van wie hij honderden adoratiebrieven ontving. Hij was nauw bevriend met kunstschilder James McNeill Whistler, van wie hij veel van zijn excentrieke 'maniertjes' overnam, en die in 1892 zijn portret schilderde.
Montesquiou werd ook geportretteerd door tal van andere kunstschilders, waaronder Antonio de La Gandara en Giovanni Boldini.
Behalve voor Prousts Baron de Charlus stond Montesquiou ook model voor des Esseintes in Joris-Karl Huysmans' À rebours en de pauw in Edmond Rostands Cantecler.

## Werk

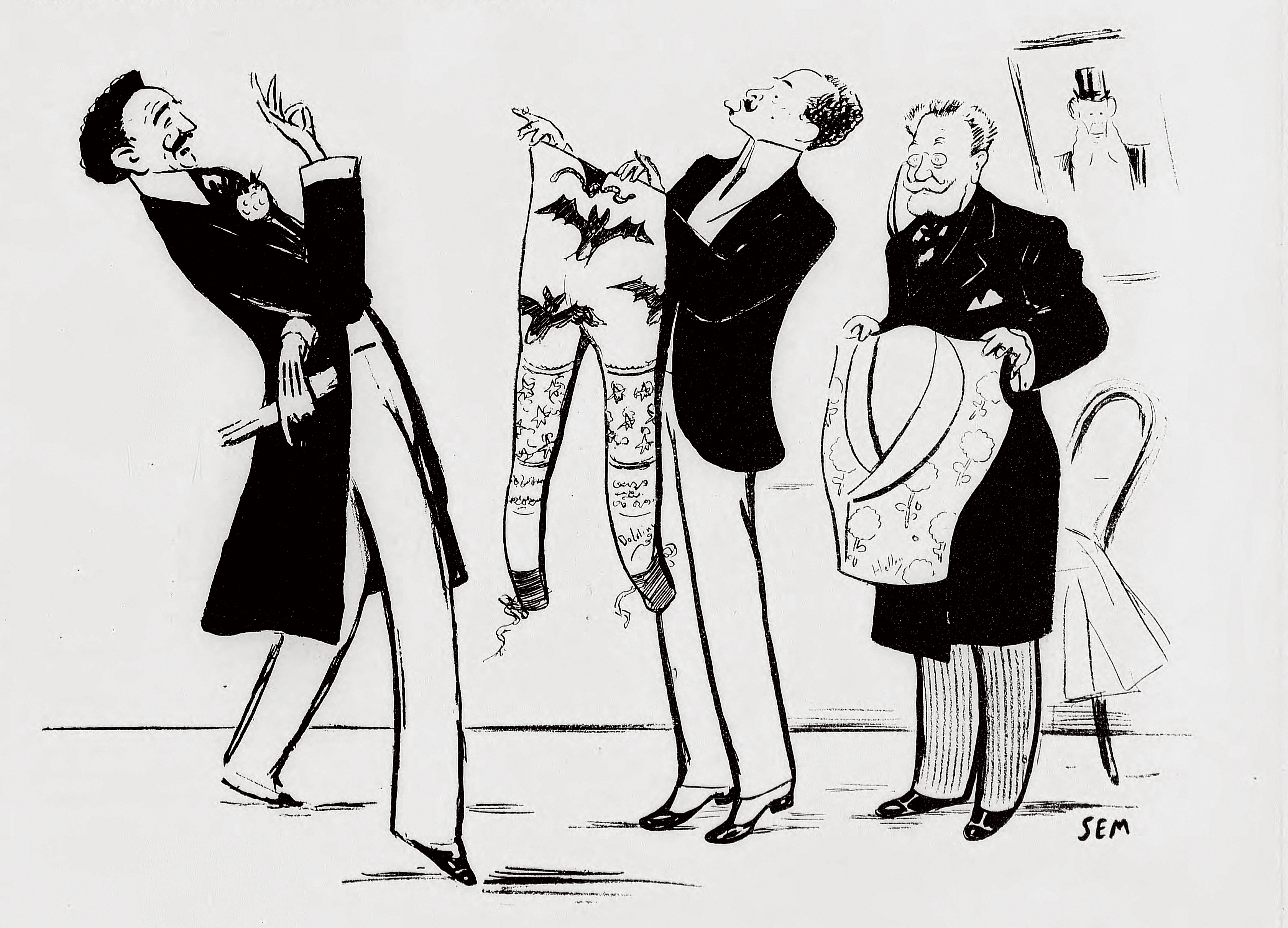
De keuze van een gilet, karikatuur in La vie Parisienne

Als dichter werd Montesquiou wel gerekend tot de symbolisten, maar literair gezien lag zijn werk eigenlijk dichter bij de Parnassiens. Zijn werk werd sterk beïnvloed door Charles Baudelaire en Paul Verlaine. Typerend voor zijn werk is het cultiveren van het bizarre en het precieuze, vaak tot in het overmatige. Door zijn streven naar subtiliteit en suggestieve beelden groeide hij uit tot een schoolvoorbeeld van het decadentisme.
In zijn bekendste bundel Les Chauves-Souris (1892) zijn de thema’s divers en enigszins onsamenhangend: hij bezingt vleermuizen als koninginnen van de nacht, maar ook Lodewijk II van Beieren, en geeft hoog op van zijn eenzaamheid “in de nacht van het heelal en binnen het mysterie van het leven”. In literaire kringen hoog aangeslagen werd ook zijn bundel Les Hortensias bleus (1896), maar deze is toch enigszins ongelijk qua inspiratie en kwaliteit.
Een aantal van zijn gedichten werden door Gabriel Fauré op muziek gezet, in diens Pavane.
Montesquiou schreef ook een destijds goed ontvangen roman, de mondaine zedenschildering La Petite mademoiselle (1911), enkele biografieën en een grote hoeveelheid kritische essays. Zijn memoires, Les Pas effacés, verschenen postuum.

#### Poëzie
- Les Chauves-Souris, Clairs obscurs (Richard, 1892-1893)
- Le Chef des odeurs suaves, Floréal extrait (Richard, 1893)
- Le Parcours du rêve au souvenir (Charpentier et Fasquelle, 1895)
- Les Hortensias bleus (Charpentier et Fasquelle, 1896)
- Les Perles rouges: 93 sonnets historiques (Charpentier et Fasquelle, 1899)
- Les Paons (Charpentier et Fasquelle, 1901)
- Prières de tous: Huit dizaines d'un chapelet rythmique (Maison du Livre, 1902)
- Calendrier Robert de Montesquiou pour 1903
- Calendrier Robert de Montesquiou 1904
- Passiflora (L'Abbaye, 1907)
- Les Paroles diaprées, cent dédicaces (Richard, 1910)
- Les Paroles diaprées, nouvelle série de dédicaces (Richard, 1912)

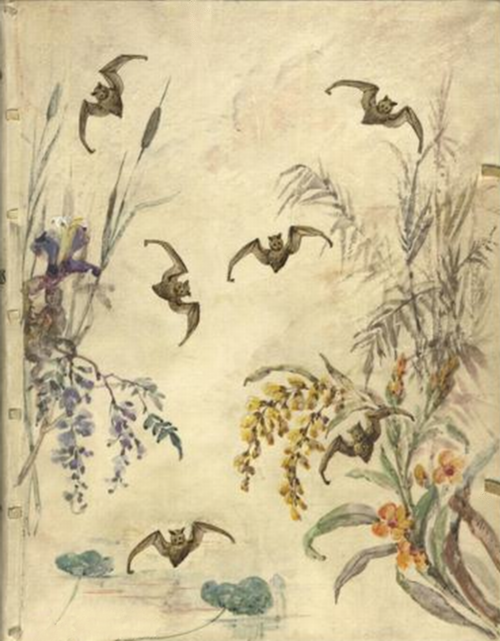
Omslagillustratie van Les Chauves-Souris door Antonio de la Gandara

- Les Offrandes blessées: elégies guerrières (Sansot, 1915)
- Nouvelles Offrandes blessées (Maison du Livre, 1915)
- Offrande coloniale (1915)
- Sabliers et lacrymatoires : elégies guerrières et humaines (Sansot, 1917)
- Un moment du pleur éternel : offrandes innommées (Sansot, 1919)
- Les Quarante bergères: Portraits satiriques..., met een omslagontwerp van Aubrey Beardsley (Librairie de France, 1925)

### Essays
- Félicité: étude sur la poësie de Marceline Desbordes-Valmore (Lemerre, 1894)
- Roseaux pensants (Charpentier et Fasquelle, 1897)
- Apollon aux lanternes (Albert Lanier, 1898)
- Autels privilégiés (Charpentier et Fasquelle, 1898)
- Alice et Aline, une peinture de Chassériau (Charpentier et Fasquelle, 1898)
- Musée rétrospectif de la classe 90 (Belin Frères, 1900)
- Alfred Stevens (1823–1906) (extrait de la Gazette des Beaux-Arts, 1900)
- Pays de aromates (Floury, 1900)
- L'Inextricable graveur: Rodolphe Bresdin (Richard, 1904)
- Professionnelles beautés (Juven, 1905)
- Altesses sérénissimes (Juven, 1907)
- Assemblée de notables (Juven, 1908)
- Saints d'Israël (Maison du livre, 1910)
- Brelan de dames: essai d'après trois femmes auteurs (Fontemoing et Cie, 1912)
- Têtes d'expression (Emile-Paul Frères, 1912)
- Paul Helleu, peintre et graveur (Floury, 1913)
- Têtes Couronnées (Sansot, 1916)
- Majeurs et mineurs (Sansot, 1917)
- Diptyque de Flandre, Triptyque de France (Sansot, 1921)
- Les Délices de Capharnaüm (Émile-Paul Frères, 1921)
- Elus et Appelés (Émile-Paul Frères, 1921)
- Le Mort remontant (Émile-Paul Frères, 1922)

### Overig
- Mikhaïl, Mystère en quatre scènes, drama in verzen (1901)
- Le Chancelier des fleurs: douze stations d'amitié, biografie (Maison du livre, 1907)
- La Petite mademoiselle, roman (Albin-Michel, 1911)
- La Divine Comtesse: Étude d'après Madame de Castiglione biografie van Virginia Oldoini (Goupil, 1913)
- La Trépidation, roman (Emile-Paul Frères, 1922)
- L'Agonie de Paul Verlaine, 1890-1896, biografie (M. Escoffier, 1923)
- Les Pas effacés, memoires, drie delen (Émile-Paul Frères, 1923)

## Noot
1. ↑  Aan haar droeg hij een ongepubliceerd gedicht, "à Sarah Bernhardt (pour sa fête en 97)" op, dat zich in de nalatenschap van de actrice bevond. Met haar nalatenschap werd dit geveild in 1923: Bibliothèque de Mme Sarah Bernhardt. Paris, Librairie Henri Leclerc. 1923 [25-27 juin]. 2 volumes [veilingcatalogus met als n° 229: Robert de Montesquiou, A Sarah Bernhardt (pour sa fête en 1897) - poème manuscrit inédit)]. Dit manuscript van Montesquiou werd opnieuw geveild op 9 november 2010 bij Christie's in Parijs.
2. ↑  Cf. Encyclopedie van de wereldliteratuur.

- Biblioteca Nacional de España: XX1237487
- Bibliothèque nationale de France: cb12016072z (data)
- Gemeinsame Normdatei: 118583689
- International Standard Name Identifier: 0000 0001 0922 7867
- Library of Congress Control Number: n85301085
- MusicBrainz: 3da18ae0-d147-435c-b606-1d215f8f3d24
- Nationale Bibliotheek van Tsjechië: jo20231181464
- Nationale Bibliotheek van Israël: 987007265683005171
- Nederlandse Thesaurus van Auteursnamen: 070065101
- RKD-Nederlands Instituut voor Kunstgeschiedenis: 314964
- Istituto Centrale per il Catalogo Unico: MUSV045669
- LIBRIS: 77754
- SNAC: w62n5drq
- Système universitaire de documentation: 028296176
- Union List of Artist Names: 500074783
- Virtual International Authority File: 88625340
- WorldCat: E39PBJgd66YmfXDRMHXP89K8G3